# Dark Tranquillity
Dark Tranquillity je melodic death metal skupina s Švedske. So skupina z najdaljšim stažem v Göteborgu in so eni izmed utemeljiteljev tako imenovanega göteborškega zvoka.
Leta 1989 so Anders Fridén, Niklas Sundin, Mikael Stanne, Martin Henrikssonin Anders Jivarp ustanovili trash metal bend Septic Broiler. Že naslednje leto so ustvarili prve demo posnetke in spremenili ime v Dark Tranquillity ter stil igranja v melodic death. Leta 1994 je glavni vokalist Anders Friden zapustil bend in se leto zatem pridruži skupini In Flames. Mikael Stanne, dotedanji kitarist in back vokalist, je postal glavni vokalist, Fredrik Johansson pa je namesto njega prevzel kitare. Leta 1998, po izdaji albuma Projector, je Johansson zapustil Dark Tranquility. V bend sta prišla klaviaturist Martin Brändström in bas kitarist Michael Nicklasson, dotednji bas kitarist Henriksson pa je prevzel kitaro. Njihov album Projector je bil nominiran tudi za švedsko glasbeno nagrado. 

## Zasedba

### Trenutni člani
- Mikael Stanne - vokal (kitara 1989–1993)
- Niklas Sundin - kitara
- Martin Henriksson - kitara (bas kitara 1989–1998)
- Michael Nicklasson - bas kitara
- Martin Brändström - klaviature
- Anders Jivarp - bobni

### Bivši člani
- Anders Fridén - vokal (1989–1993)
- Fredrik Johansson - kitara (1994–1998)
- Robin Engström - bobni (turneja 2001)

### Diskografija:
- 1992 – A Moonclad Reflection EP
- 1992 – Trail Of Life Decayed EP
- 1993 – Skydancer
- 1995 – Of Chaos And Eternal Night
- 1995 – The Gallery
- 1996 – Enter Suicidal Angels
- 1997 – The Mind's I
- 1999 – Projector
- 2000 – Haven
- 2002 – Damage Done
- 2003 – Live Damage DVD
- 2004 – Lost To Apathy EP
- 2005 – Character
- 2007 – Focus Shift
- 2007 – Fiction
- 2010 – We Are The Void